# Sakaguchi Shoi
Shoi Sakaguchi (sinh ngày 7 tháng 5 năm 1999) là một cầu thủ bóng đá người Nhật Bản.

## Sự nghiệp câu lạc bộ
Shoi Sakaguchi đã từng chơi cho FC Tokyo.